# Mineralienzentrum Schneckenstein
Das Vogtländisch-Böhmische Mineralienzentrum Schneckenstein ist ein im Vogtland gelegenes Museum bei Schneckenstein in der Gemeinde Muldenhammer. Es ist eine Einrichtung der Vogtland Kultur GmbH.

## Übersicht

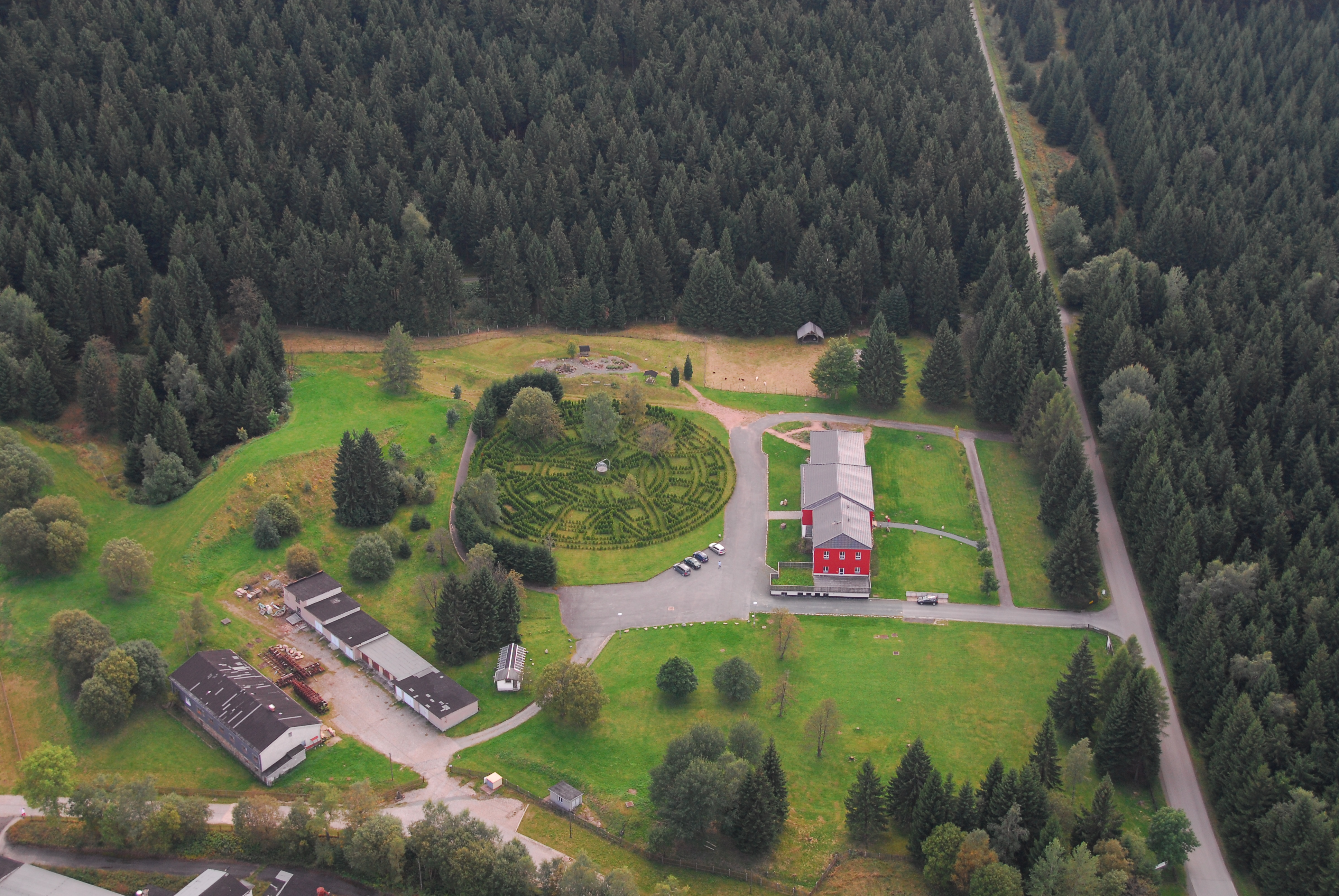
Luftbild des Mineralienzentrums

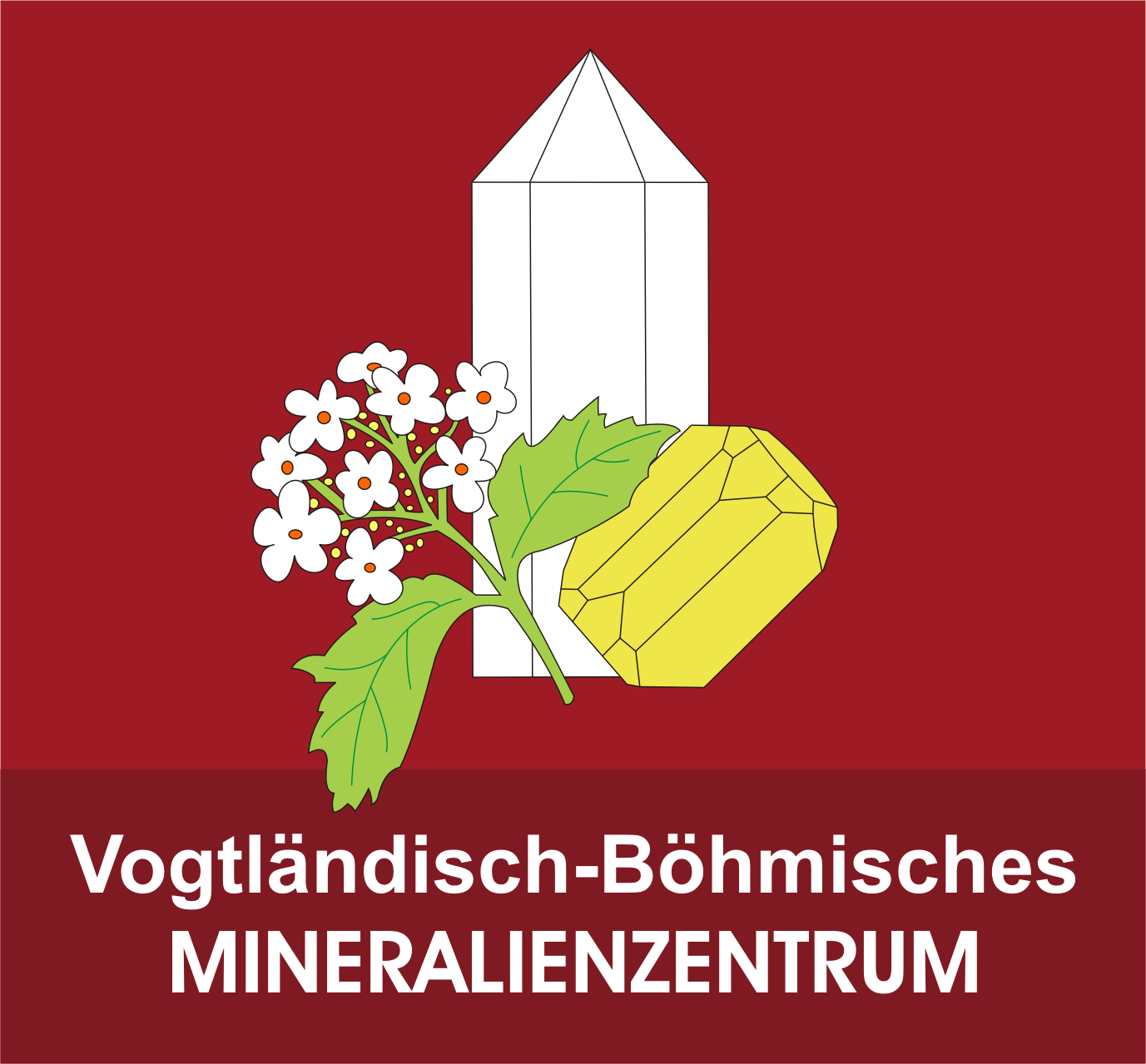
Logo des Mineralienzentrums

Das Innengelände beinhaltet eine große Mineralien- und Bergbauausstellung, ein separates Kabinett mit fluoreszierenden Mineralien und Glasprodukten (Uranglas), sowie ein Naturkundemuseum mit lebenden Tieren (unter anderem Gespenstheuschrecken und eine Kraushaar-Vogelspinne). In einer Edelsteinschleiferei kann man sehen wie Steine geschliffen oder getrommelt werden. Die Kräuterküche bietet eine Vielzahl an getrockneten Pflanzen aus dem Kräutergarten, welcher zusammen mit Irrgarten und Tiergehegen im Außengelände zu besichtigen ist.

### Topaszimmer
Am 11. Juni 2009 wurde das Topaszimmer von Landrat Tassilo Lenk eröffnet. Neben vielen Informationen besitzt es über 300 Topasfundstücke aus aller Welt, unter anderem vom Schneckenstein. Es entstand in Anlehnung an das Bernsteinzimmer und den benachbarten Topasfelsen.